# Tony Hibbert
Tony Hibbert (Liverpool, Inglaterra, 20 de febrero de 1981) es un exfutbolista inglés. Jugaba de defensa y su único equipo fue el Everton F. C. de Inglaterra.

## Trayectoria
Hibbert nació en Merseyside y creció en Huyton. A los dieciocho años, formó parte del equipo juvenil del Everton que ganó la Copa FA Juvenil en 1998 tras vencer a Blackburn Rovers por 5-2. En 2001, Hibbert hizo su debut en la victoria 2-0 contra el West Ham United con 21 años de edad. Durante la temporada 2002-03, Hibbert formaba parte del equipo titular del Everton. Fue tildado por ACTIM como el mejor lateral derecho de Inglaterra de la temporada 2004-05. Se perdió dos temporadas por problemas de salud hasta que volvió en la de 2007-08 y la de 2008-09. En 2006, fue víctima de un robo de gran magnitud.
En la temporada 2010-11, Hibbert era el jugador más veterano aunque nunca anotó un gol en su carrera. También ha aparecido en más juegos europeos competitivos que otro jugador del Everton. 
Los hinchas del Everton lanzaron una promesa en 2009: “Si Hibbert marca invadiremos el campo”. Tony Hibbert hizo realidad el sueño de sus fanáticos y convirtió su primer gol con la camiseta azul luego de 11 años, el 9 de agosto de 2012. El Goodison Park fue testigo de semejante hazaña ya que Hibbert había disputado 300 partidos con el Everton y nunca pudo mandar un balón a la red. El cariño que le tienen los hinchas es muy grande porque es considerado como el más experimentado en el plantel.

## Clubes
| Club          | País       | Año       |
| ------------- | ---------- | --------- |
| Everton F. C. | Inglaterra | 2000-2016 |

## Palmarés

### Campeonatos nacionales
| Título          | Club          | País       | Año  |
| --------------- | ------------- | ---------- | ---- |
| Copa FA Juvenil | Everton F. C. | Inglaterra | 1998 |